# Ernst Menzi
Ernst Menzi, né le 2 mars 1897 à Herisau, mort le 18 juillet 1984 à Saint-Gall, est un entrepreneur mécanicien autodidacte, inventeur de la pelle mécanique araignée « Menzi Muck ».

## Biographie
Sans formation professionnelle, travailleur itinérant jusqu'en 1923 puis brossier à Birsfelden (1928-1933), Menzi s’installe à Diepoldsauen 1933, où il continue à fabriquer des brosses jusqu'en 1936, puis des articles en caoutchouc (tapis, semelles, pneus).
Après 1945, il crée la fabrique de roues et d'axes Menzi SA à Widnau et, en 1966, crée la première pelle araignée « Menzi Muck » qui le fait connaître dans le monde entier. Aujourd'hui, l'entreprise Menzi Muck est située à Rüthi.
La poste suisse dédie en 2021 un timbre-poste à la pelle Menzi Muck.

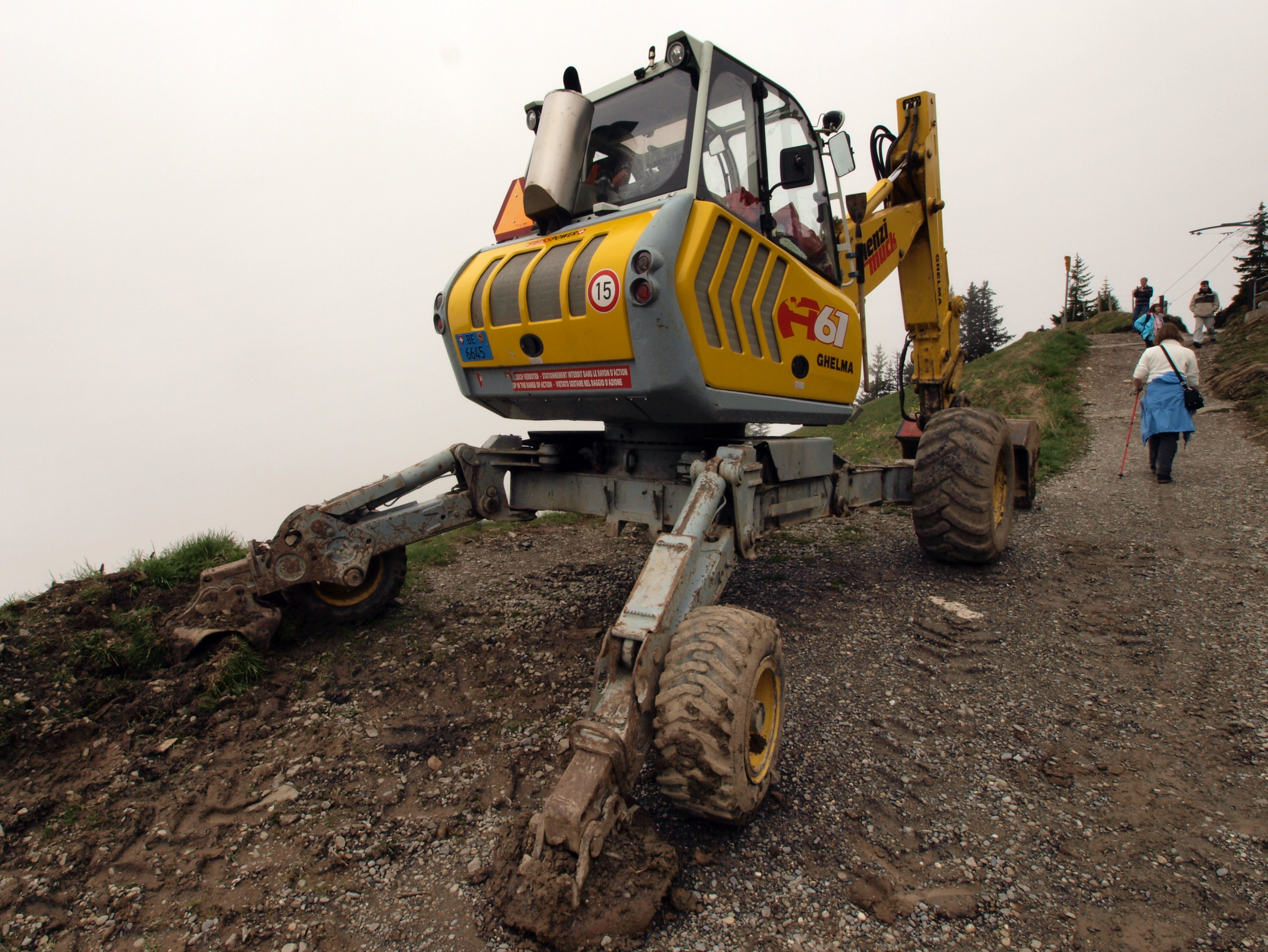
Menzi Muck A61